# Бригден-Джонс, Джо
Джо Бригден-Джонс (англ. Jo Brigden-Jones; 19 апреля 1988, Сидней) — австралийская гребчиха-байдарочница, выступала за сборную Австралии в начале 2010-х годов. Участница летних Олимпийских игр в Лондоне, обладательница бронзовой медали чемпионата мира, победительница многих регат национального и международного значения.

## Биография
Джо Бригден-Джонс родилась 19 апреля 1988 года в Сиднее. Активно заниматься греблей на байдарках начала в возрасте тринадцати лет, проходила подготовку в столичном спортивном клубе Sydney Northern Beaches. Первое время тренировалась под руководством Гая Уайлдинга, позже была подопечной болгарского специалиста Мартина Маринова.
Первого серьёзного успеха на взрослом международном уровне добилась в 2011 году, когда попала в основной состав австралийской национальной сборной и побывала на чемпионате мира в венгерском Сегеде, откуда привезла награду бронзового достоинства, выигранную в зачёте двухместных байдарок на дистанции 200 метров. Кроме того, в этом сезоне неоднократно побеждала и попадала в число призёров в различных гребных дисциплинах на четырёх этапах Кубка мира.
Благодаря череде удачных выступлений удостоилась права защищать честь страны на летних Олимпийских играх 2012 года в Лондоне — в четвёрках на пятистах метрах совместно с Рейч Ловелл, Ханной Дейвис и Линдси Фогарти расположилась в итоговом протоколе на девятой позиции. Вскоре по окончании этих соревнований приняла решение завершить карьеру профессиональной спортсменки, уступив место в сборной молодым австралийский гребчихам.